# Veículo terrestre não tripulado

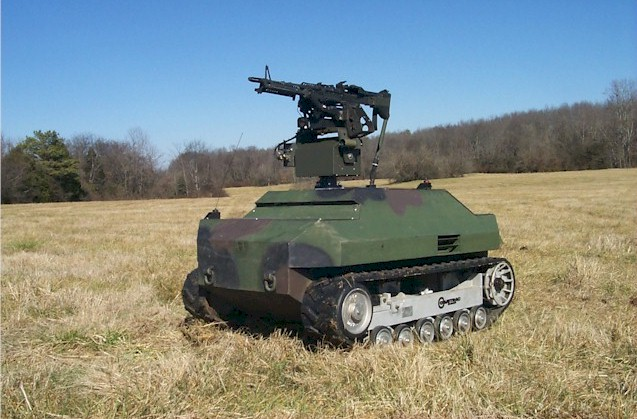
O Veículo terrestre não tripulado tático Gladiator, do Corpo de Fuzileiros Navais dos Estados Unidos.

Veículos terrestres não tripulados (VTNT) ou unmanned ground vehicles (UGV) são robôs terrestres desenvolvidos para serem utilizados como uma extensão dos recursos humanos.

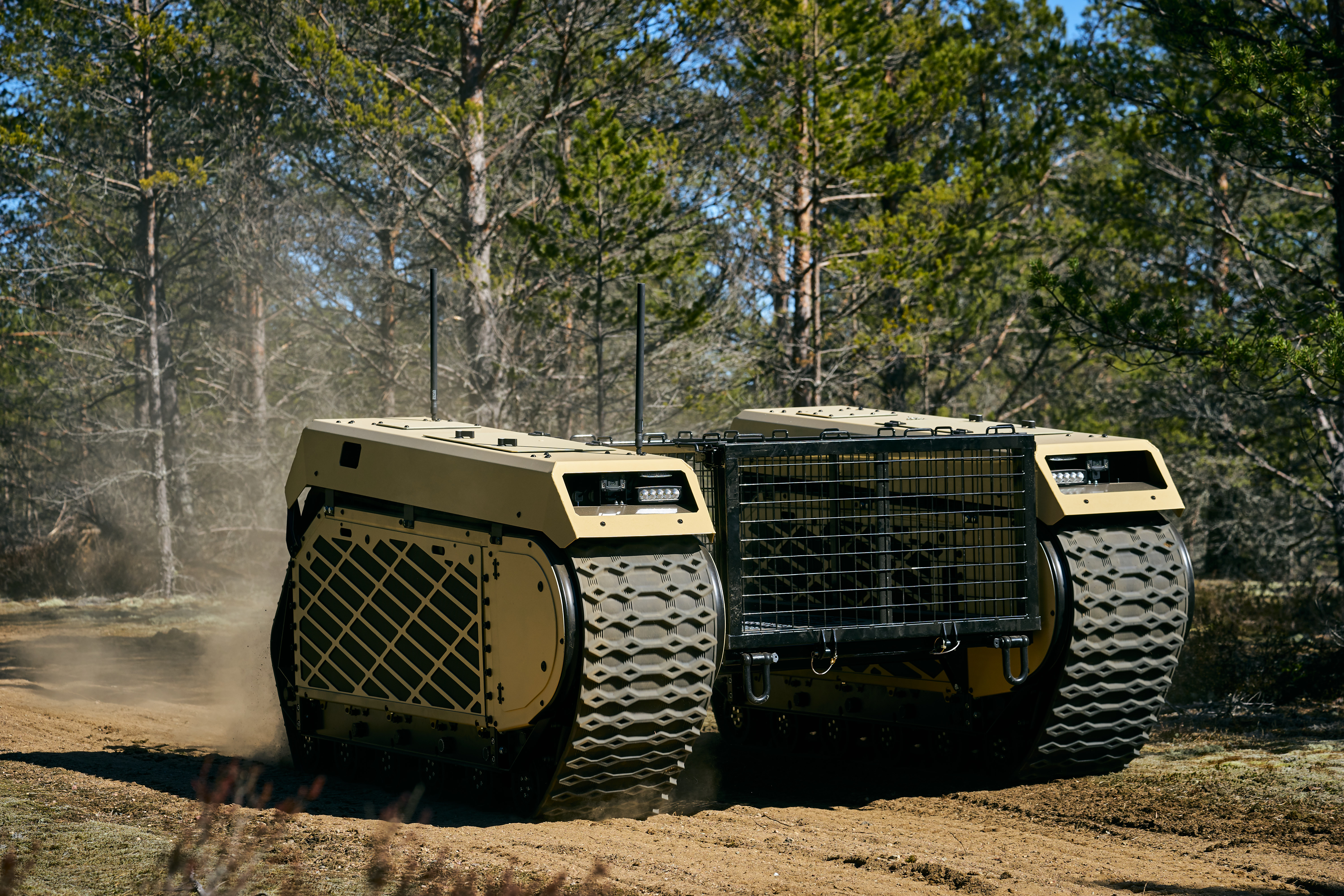
Variante de logística do THeMIS (veículo terrestre não tripulado), originário da Estónia

Este tipo de robô pode ser dotado de algum grau de autonomia (autônomo ou semiautônomo) ou ser remotamente operado. Sua capacidade de exploração do ambiente e dos diversos tipos de terreno associados está diretamente relacionada ao mecanismo que utiliza para deslocação (rodas, lagartas, pernas etc). O desenvolvimento de tais veículos abrange linhas de pesquisa como percepção, navegação, planejamento de rotas, inteligência artificial, controle e atuação.